# Edith Brandt
Edith Brandt (geborene Bonefeld; * 15. Dezember 1923 in Bernburg; † 27. Februar 2007 in Halle (Saale)) war eine deutsche Politikerin (SED). Sie war Mitglied des ZK der SED und Abgeordnete der Volkskammer.

## Leben
Brandt, Tochter eines Maurers, besuchte die Volksschule und absolvierte von April 1938 bis März 1941 eine Lehre zur Köchin auf einer Berufsfachschule in Magdeburg. 1941/42 war sie als Beiköchin in Frankfurt am Main und von 1942 bis 1945 als Wirtschafterin auf dem Rittergut Geringsdorf tätig. 
Nach Kriegsende wurde Brandt im September 1945 Mitglied der KPD. Sie war am Aufbau der antifaschistischen Jugend- und Frauenausschüsse in Bernburg beteiligt. Sie besuchte 1945 die Bezirksparteischule in Wettin und nahm 1946 an einem achtmonatigen Neulehrerkursus in Bernburg teil. 1946 wurde sie Mitglied der SED. Von 1948 bis 1949 war sie als Lehrerin in Baalberge im Kreis Bernburg, 1949/50 als Leiterin einer Grundschule in Bernburg tätig. 1950 wurde sie zur stellvertretenden Kreisschulrätin ernannt und Mitglied des Sekretariats der SED-Kreisleitung. 
Von Oktober 1950 bis 1958 war sie Abgeordnete der Volkskammer der DDR. In der ersten Wahlperiode (1950–1954) zunächst für die SED, dann in den zweiten Wahlperiode für die FDJ. Von 1954 bis zum Mai 1958 war Brandt auch Vorsitzende der FDJ-Fraktion in der Volkskammer.
Von Oktober 1950 bis Oktober 1951 nahm Brandt am Einjahrlehrgang der Parteihochschule „Karl Marx“ der SED teil, um auf eine Tätigkeit im Ministerium vorbereitet zu werden. Von November 1951 bis Juli 1952 wirkte sie als Leiterin der Hauptabteilung Unterricht und Erziehung im Ministerium für Volksbildung des Landes Sachsen-Anhalt in Halle (Saale). 
Nach der Auflösung der Länder und der dazugehörigen Ministerien war Brandt von August bis September 1952 politische Mitarbeiterin im Organisationsbüro des Bezirkes Magdeburg. Im September 1952 wurde sie in das Sekretariat der SED-Bezirksleitung Magdeburg gewählt und wirkte von September 1952 bis August 1953 als deren Sekretärin für Agitation und Propaganda. Von April bis Dezember 1953 besuchte sie die Bezirksparteischule der SED. 1954 wurde sie ins Zentralkomitee der SED gewählt, dem sie bis 1986 angehörte. Von Januar 1954 bis 1957 war sie zudem Sekretärin des Zentralrates der FDJ, dort ebenfalls zuständig für Agitation und Propaganda. Zwischen 1954 und 1960 absolvierte sie Fernstudium an der Parteihochschule mit dem Abschluss als Diplom-Gesellschaftswissenschaftlerin. Von 1957 bis 1966 bekleidete sie die Funktion der Ersten Sekretärin der SED-Kreisleitung Wittenberg. Von 1966 bis 1984 fungierte Brandt als Sekretärin für Wissenschaft, Volksbildung und Kultur der SED-Bezirksleitung Halle. Sie war darüber hinaus auch Abgeordnete des Bezirkstages Halle. Am 9. Februar 1986 wurde sie als Parteiveteranin erneut zum Mitglied der SED-Bezirksleitung Halle gewählt.
Brandt war verheiratet und Mutter einer Tochter und eines Sohnes.

## Ehrungen
- Ehrentitel Verdienter Lehrer des Volkes
- Vaterländischer Verdienstorden in Bronze (1959), in Silber (1969) und in Gold (1973) sowie Ehrenspange (1983)
- Clara-Zetkin-Medaille (1964)
- Ehrennadel der Gesellschaft für Deutsch-Sowjetische Freundschaft in Gold (1971)
- Händelpreis des Bezirkes Halle (1972)
- Ehrennadel für Verdienste in der sozialistischen Wehrerziehung in Gold (1976)
- Fritz-Heckert-Medaille in Silber (1976)
- Humboldt-Medaille in Gold (1980)
- Verdienstmedaille der Organe des Ministeriums des Innern in Gold (1983)
- Orden Stern der Völkerfreundschaft in Silber (1988)